# Gavin Casalegno
Gavin Casalegno (* 2. September 1999 in Dallas) ist ein US-amerikanischer Schauspieler italienischer Abstammung. Er ist bekannt für seine Rolle als Jeremiah Fisher in der Fernsehserie Der Sommer, als ich schön wurde.

## Leben

### Frühes Leben
Gavin Casalegno wurde in Dallas geboren. Er ist das älteste von drei Kindern. Er hat einen jüngeren Bruder und eine jüngere Schwester, Ashlyn Casalegno, die ebenfalls Schauspielerin und Model ist. Casalegno besuchte die Lovejoy High School in Lucas, Texas.

### Karriere
Ein Freund von Casalegnos Mutter schlug ihm vor, es mit dem Modeln zu versuchen, woraufhin seine Mutter sich bei Agenturen umsah. Mit vier Jahren ergatterte er seinen ersten Modeljob bei JCPenney. Mitte der 2000er-Jahre trat er in zahlreichen Werbespots auf, unter anderem für Sony und Papa John's. Da er minderjährig war, war seine Mutter, Allyson Casalegno, seine Managerin, während er beruflich und zu Vorsprechen reiste. Casalegno zog nach Los Angeles, um bessere Chancen zu haben, und mit elf Jahren ergatterte er seine erste Filmrolle. Anschließend übernahm er verschiedene Rollen, darunter den jungen Shem in Noah (2014), den jungen Damon Salvatore in der CW-Fernsehserie Vampire Diaries (2015) sowie die Rolle des Trevor Strand in der ersten Staffel von Walker (2021).
Im Juli 2021 berichtete Deadline, dass Casalegno Jeremiah Fisher als eine der Hauptfiguren in der Amazon-Prime-Fernsehserie The Summer I Turned Pretty (Der Sommer, als ich schön wurde) spielen würde, die auf Jenny Hans Coming-of-Age-Roman basiert und die am 17. Juni 2022 Premiere feierte. Amazon verlängerte Staffel 2 der Serie, bevor die erste Staffel Premiere feierte, ohne einen Veröffentlichungstermin zu nennen. Die zweite Staffel von The Summer I Turned Pretty feierte am 14. Juli 2023 Premiere. Laut Amazon war Staffel 2 „eine der zehn meistgesehenen Staffeln aller Serien auf dem Amazon Prime Streaming-Dienst“, und sie wurde im August 2023 um eine dritte und letzte Staffel mit zehn Folgen verlängert, noch bevor die zweite Staffel vollständig ausgestrahlt worden war. Er spielt zudem im 2024 veröffentlichten Film Queen of the Ring über die in die WWE Hall of Fame aufgenommene Wrestlerin Mildred Burke die jüngere Version von Burkes Sohn Joe.

### Privatleben
Casalegno heiratete Cheyanne King Ende 2024. Zuvor war er von 2016 bis 2022 mit der amerikanischen Tänzerin, Model und Schauspielerin Larsen Thompson zusammen.
Casalegno engagiert sich für psychische Gesundheit und ist Fußball- und Volleyballspieler. Er ist Christ und beruft sich häufig auf seinen Glauben.